# GMC Topkick
El GMC Topkick (y sus similares Chevrolet Kodiak e Isuzu H-Series) es un modelo de camión mediano fabricado y vendido por General Motors. Es un camión de porte mediano que comparte su plataforma con el Chevrolet Kodiak, el camión más grande de esta marca. Es comúnmente usado como base para camiones de trabajo, transportadores de carga, camiones de basura, y vehículos similares que requieran gran torque, alto grado de peso del vehículo y alta capacidad de remolque. Existen fabricantes de accesorios que construyen estos camiones como camiones pickup y camiones comerciales para sus consumidores. Sus competidores son la línea de camiones Ford F-650 en consumo primario, Dodge Ram 6500 y el International CXT en consumo mundial.
La Topkick fue presentada en 1980 como una de las versiones fuertes de General Motors, existiendo ya la serie C de camiones medianos. el nombre "TopKick" vino de un argot militar, que ya venía siendo usado por GMC en sus camiones, habiendo usado los nombres "General" y "Brigadier".

## Último modelo
Una conversión del GMC Topkick fue llamado el Ultimate Class IV Topkick Pickup. Esta camioneta pickup fue desarrollada por General Motors y Monroe Truck Equipment(MTE). Esta versión especial, ofrece una caja de acero de recolección dual y puerta posterior con los paneles laterales compuestos y protectores internos marca Rhino.

## Cultura general
El GMC Topkick pasó a ser uno de los modelos más aclamados por los fanáticos de la marca, luego de su incursión en la película Transformers. No solo los fanáticos de la marca aprobaron su incursión, sino también buena parte de los fanáticos de la saga televisiva. En esta película, un GMC Topkick 6500 es utilizado para personificar al robot Ironhide, un miembro de la escuadra de los Autobots, que es experto en armas y de carácter rudo. Un personaje muy acorde a la personalidad de esta camioneta. Su aparición fue tan aclamada, que ha aparecido en todas las películas de la saga.